# Ashton Chase
Pour les articles homonymes, voir Chase.
Ashton Chase, né le 18 juillet 1926 et mort le 10 juillet 2023, est une personnalité politique du Guyana.

## Biographie
Ashton Chase est né le dimanche 18 juillet 1926 à Hadfield St, dans le quartier de Werk-en-Rust à Georgetown,. Fils de Cleopatra King et Samuel Chase, il voit le jour dans une famille pauvre dirigée par sa grand-mère, Adrianna King.
Il fréquente la St Andrew's Scots School et la Alleyne's High School, toutes deux à Georgetown. Il suit des études de droit à distance à l'université de Londres, puis, grâce à une bourse du British Trade Union Congress, il poursuit des études d'économie au Ruskin College, à Oxford. Il  suit également un temps un cours à Genève, dans le cadre de sa bourse. Il est à noter que pendant ses études, Il travaille dès l'âge de 17 ans comme employé de bureau à la British Guiana Labour Union (BGLU). Après avoir obtenu son diplôme de droit avec mention à l'université de Londres, il est admis au barreau de Gray's Inn en 1957,. À son retour d'Angleterre en 1961, il crée un cabinet d'avocats spécialisé dans le droit du travail.
Puis, il est nommé président du sénat du Guyana en 1961 par le Parti Populaire Progressiste. 
Asthon Chase fonde le Political Affairs Committee (en) aux côtés de Cheddi Jagan, Jocelyn Hubbard et Janet Jagan.
Il meurt le 10 juillet 2023,.

### Vie de famille
Marié, Ashton Chase a trois enfants. Il est le parrain de Charles Ramson.

## Décoration
Ordre de l'Excellence ; distinction la plus élevée décernée par la république coopérative du Guyana.

## Dans la littérature
- Nanda Gopaul (préf. Donald Ramotar), Dr. Ashton Chase: The Bengal Tiger, 2012, 216 p.[9],[10].